# Intel Graphics Technology
Intel Graphics Technology (GT) — це узагальнена назва для серії інтегрованих графічних процесорів (IGP), вироблених Intel, які виготовляються на тому самому корпусі або кристалі, що й центральний процесор (CPU). Вперше представлена 2010 року як Intel HD Graphics. і перейменований у 2017 році на Intel UHD Graphics. 
Intel Iris Graphics і Intel Iris Pro Graphics — це серія IGP, представлена у 2013 році з деякими моделями процесорів Haswell як високопродуктивні версії HD Graphics. Iris Pro Graphics була першою в серії, яка включала вбудовану DRAM. З 2016 року Intel іменує цю технологію як Intel Iris Plus Graphics з випуском Kaby Lake.
У четвертому кварталі 2013 року інтегрована графіка Intel становила, в одиницях, 65% усіх постачань графічних процесорів для ПК. Однак цей відсоток не відображає фактичне використання, оскільки деякі з цих відвантажених одиниць потрапляють у системи з дискретними відеокартами.

## Історія
До створення Intel HD Graphics інтегрована графіка Intel була вбудована в північний міст материнської плати. Це були серії Intel Extreme Graphics і Intel Graphics Media Accelerator. У рамках Platform Controller Hub північний міст було ліквідовано, а частина його функціоналу, в тому числі графічний процесор, були інтегровані в центральний процесор.
Попередня версія інтегрованої графіки, Intel GMA, мала репутацію малопродуктивної, тому її не вважали достатньою для відеоігор. Продуктивність збільшилася з Intel HD Graphics. Ця серія була порівнянна з вбудовуваними графічними процесорами від конкурентів (Nvidia і AMD /ATI). Intel HD Graphics мала мале енергоспоживання, що важливо для ноутбуків, тому багато виробників перестали пропонувати ноутбуки з окремими графічними процесорами.

## Покоління
Intel HD і Iris Graphics поділені на покоління, і в кожному поколінні поділяються на «рівні» підвищення продуктивності, позначені міткою «GTx». Кожне покоління відповідає реалізації графічної мікроархітектури Gen з відповідною архітектурою системи команд GEN починаючи від Gen4.

### 5-те покоління (Gen5)

#### Westmere
У січні 2010 року були випущені перші процесори з Intel HD Graphics: настільні Clarkdale і мобільні Arrandale. Вони поєднували в собі два кристала: процесор, виготовлений по 32 нм технологічному процесу, і графічний процесор, виготовлений по 45 нм технологічному процесу. Графіка під кодовим ім'ям Ironlake була інтегрована в процесорах під брендами Celeron, Pentium і Core. Ironlake мав лише одну варіацію з 12 виконавчих блоків, до 43,2 GFLOPS на 900 МГц. Він може декодувати відео H264 1080p зі швидкістю до 40 кадрів в секунду.
Прямий попередник Intel GMA X4500 мав лише 10 виконавчих блоків на 800 МГц.
| Номер Моделі | Кодова назва | Виконавчі блоки | Шейдерні блоки | Базова частота (МГц) | Частота в Boost (МГц) | GFLOPS (FP32) |
| ------------ | ------------ | --------------- | -------------- | -------------------- | --------------------- | ------------- |
| HD Graphics  | Ironlake     | 12              | 24             | 500                  | 900                   | 24.0 - 43.2   |

### 6-те покоління (Gen6)

#### Sandy Bridge
Процесори Sandy Bridge були представлені в січні 2011 року. Вони виготовлялися за 32-нм техпроцесом і містили в собі процесор і чипсетну частину, в тому числі графічний процесор другого покоління HD Graphics, на одному кристалі:
| Номер Моделі     | Кодова назва | Виконавчі блоки | Частота в Boost (МГц) | макс GFLOPS (FP32) |
| ---------------- | ------------ | --------------- | --------------------- | ------------------ |
| HD Graphics      | GT1          | 6               | 1000                  | 96                 |
| HD Graphics 2000 | GT1          | 6               | 1350                  | 129.6              |
| HD Graphics 3000 | GT2          | 12              | 1350                  | 259.2              |

Sandy Bridge Celeron і Pentium мають Intel HD без конкретної нумерації, а Core i3 і вище мають HD 2000 або HD 3000. HD Graphics 2000 і 3000 включають апаратне кодування відео та ефекти постобробки HD.

## Ivy Bridge
Процесори мікроархітектури Ivy Bridge були випущені, з 24 квітня 2012 року, вже з третім поколінням HD Graphics: 
- HD Graphics 2500 (6 виконавчих пристроїв)
- HD Graphics 4000 (16 виконавчих пристроїв)

## Haswell
Процесори Haswell, 4 моделі анонсованих 12 вересня 2012:
- GT1 (як HD2xxx)
- GT2 (Intel HD Graphics 4xxx series)
- GT3 (Intel HD Graphics 5xxx series)
- GT3e (Як і попередній, але з додатковим великим вбудованим кешем для підвищення продуктивності при обмеженій пропускній спроможності)

## Broadwell
Процесори Broadwell-K для персональних комп'ютерів, анонсовані в листопаді 2013 року, мали таку вбудовану графіку (GPU):
- Intel HD Graphics, GT1, 12 виконавчих пристроїв, до 163.2 GFLOPS на частоті 850 МГц
- Intel HD Graphics 5300, GT2, 24 виконавчих пристроїв, до 345.6 GFLOPS на частоті 900 МГц
- Intel HD Graphics 5500, GT2, 23 або 24 виконавчих пристроїв, до 364.8 GFLOPS на частоті 950 МГц
- Intel HD Graphics 5600, GT2, 24 виконавчих пристроїв, до 403.2 GFLOPS на частоті 1050 МГц
- Intel HD Graphics 6000, GT3, 47 або 48 виконавчих пристроїв, до 768 GFLOPS на частоті 1000 МГц
- Intel Iris Graphics 6100, GT3, 47 або 48 виконавчих пристроїв, до 844.8 GFLOPS на частоті 1100 МГц
- Intel Iris Pro Graphics 6200, GT3e, 48 виконавчих пристроїв з доданими 128 МБ кешу eDRAM, до 883.2 GFLOPS на частоті 1150 МГц

У процесорах Intel Xeon E3 v4 вбудована така графіка:
- Intel HD Graphics P5700, GT2, 24 виконавчих пристроїв, до 384 GFLOPS на частоті 1000 МГц
- Intel Iris Pro Graphics P6300, GT3e, 48 виконавчих пристроїв з 128 МБ кешу eDRAM., До 883.2 GFLOPS на частоті 1150 МГц